# Десанка Максимович
Де́санка Ма́ксимович (серб. Десанка Максимовић / Desanka Maksimović; *16 травня 1898, Рабровиця — 11 лютого 1993, Белград) — сербська поетка, професор літератури та академік Сербської академії наук та мистецтв.

## Біографія
Народилася 16 травня 1898 року в Рабровиці, неподалік Валева. Була першою дитиною в сім'ї Михайла та Драґіни, батько був учителем. Невдовзі сім'я переїхала до Бранковини, де Десанка провела своє дитинство. Навчалася у гімназії міста Валева та Белградському університеті (філософський факультет).
У серпні 1933 вийшла заміж за Сергія Сластикова, втім вони не мали дітей.
Десанка була професором сербської мови з 1923 по 1953 рр. у різних навчальних закладах. Спершу вона вчителювала в обреновацькій гімназії, пізніше — у Третій жіночій гімназії в Белграді. Згодом її перевели до вчительської школи в Дубровнику, де вона провела один рік. Після цього вона працювала у Першій жіночій гімназії в Белграді. Однією з її студенток була Міра Алечкович, яка також стала поеткою, а також близькою подругою Десанки Максимович.
Вона мандрувала Югославією, подружилася з такими поетами як Мілош Црнянський, Іво Андрич, Ґустав Крклес, Ісідора Секулич та Бранко Чопич.

### Визнання

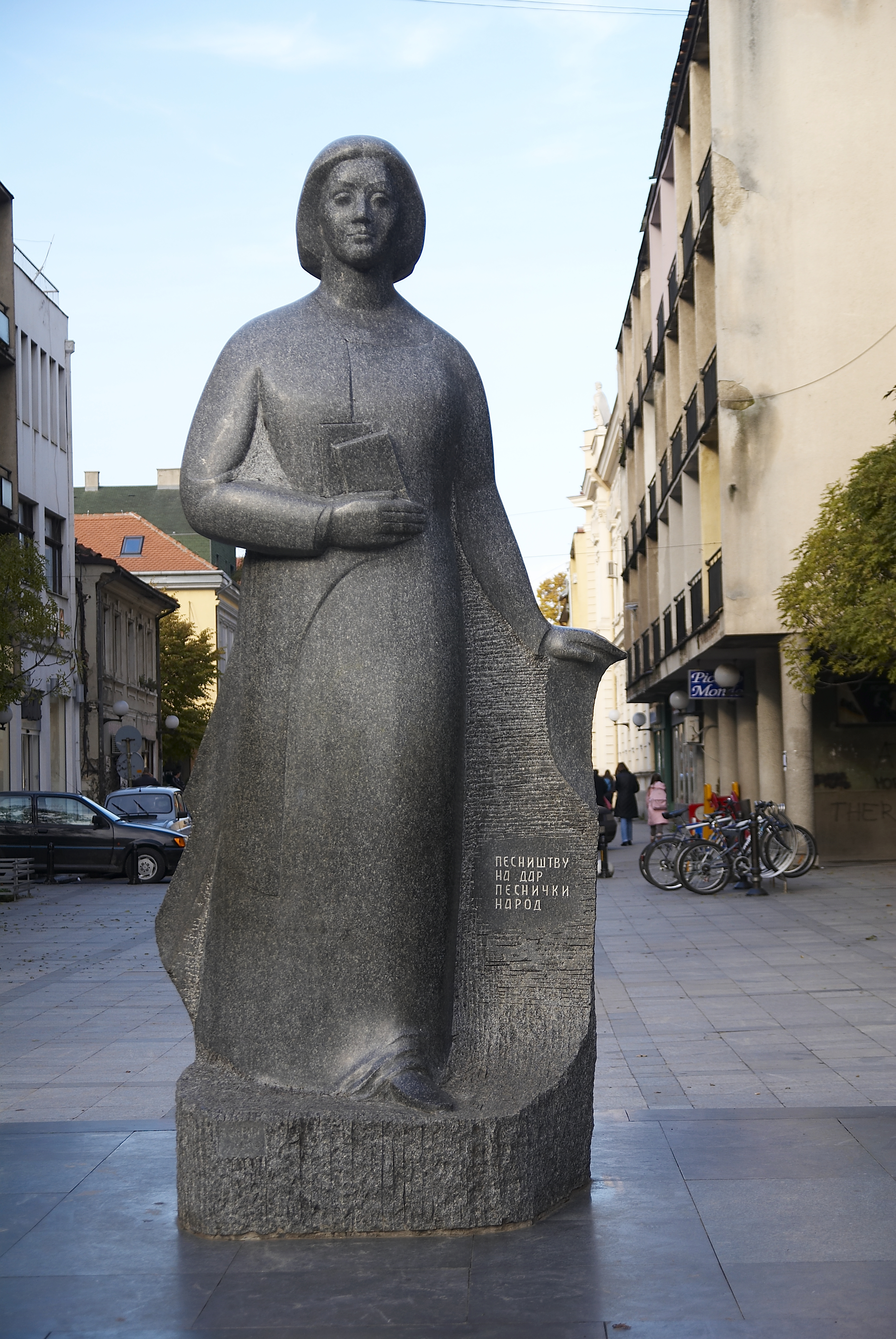
Пам'ятник Десанці Максимович у Валеві

17 грудня 1959 року Десанку було обрано асоційованим членом Сербської академії наук та мистецтв, а 16 грудня 1965 — дійсним членом.
Десанка здобула кілька літературних нагород, як-от Премію Вука, Премію Неґоша (1984) та Премію AVNOJ. Їй присвоєно звання почесної громадянки Валева.
1985 року початкову школу в Бранковині, де Десанка почала здобувати освіту і де вчителював її батько, реконструйовано, а згодом надано ім'я письменниці.
Десанці встановили прижиттєвий пам'ятник у Валєві, хоча вона була проти того.

### Смерть
Померла 11 лютого 1993 року в Белграді на 95 році життя. Її поховано у Бранковині.
Після смерті письменниці засновано Фундацію Десанки Максимович, яка вручає літературну премію імені письменниці.

## Творчість
У своїй поезії торкається тем любові та патріотизму. Одними з найкращих її творів є «Предосећање», «Стрепња», «Пролећна песма», «Опомена», «На бури», «Тражим помиловање», «Покошена ливада» та ін.
Коли Десанка дізналася про розстріл дітей у краґуєвацькій школі, вчинений німецькими солдатами, то написала поему «Крвава Бајка» (Кривава казка), в якій ідеться про насилля з боку німецьких вояків у часи Другої світової війни. Поему вперше опублікувала лише після закінчення війни.

## Переклади українською мовою
- Максимович Д. Лірика. / Перекл. з серб.-хорв.; Упоряд., передм. Р. Лубківського; За редакцією Д. Павличка.— К.: Дніпро, 1985.— 237 с. (Перлини світової лірики). [Архівовано 25 вересня 2015 у Wayback Machine.]
- «Якщо вірити моїй бабусі» [Архівовано 28 січня 2016 у Wayback Machine.] // Переклад з сербохорватської Людмили Петік.
- «Цар іграшок» [Архівовано 28 січня 2016 у Wayback Machine.] // Переклад з сербохорватської Людмили Петік.
- «Таємниця старого гнома» [Архівовано 28 січня 2016 у Wayback Machine.] // Переклад з сербохорватської Людмили Петік.
- «Світ на дні озера» [Архівовано 28 січня 2016 у Wayback Machine.] // Переклад з сербохорватської Людмили Петік.
- «Перстень на морскому дні» [Архівовано 28 січня 2016 у Wayback Machine.] // Переклад з сербохорватської Людмили Петік.
- «Мале Страховисько» [Архівовано 28 січня 2016 у Wayback Machine.] // Переклад з сербохорватської Людмили Петік.
- «Казка про лебедя» [Архівовано 28 січня 2016 у Wayback Machine.] // Переклад з сербохорватської Людмили Петік.
- «Ведмежа Жучко у цирку» [Архівовано 28 січня 2016 у Wayback Machine.] // Переклад з сербохорватської Людмили Петік.
- «Пригода у зоопарку» [Архівовано 28 січня 2016 у Wayback Machine.] // Переклад з сербохорватської Людмили Петік.